# Glebionis coronaria
Glebionis coronaria é uma espécie de planta com flor pertencente à família Asteraceae. 
A espécie foi inicialmente descrita por Lineu, tendo sido publicada em Species Plantarum 2: 890. 1753; no entanto a designação atual (ver Taxonomia) tem como autoridade Cass. ex Spach, tendo sido publicada em Histoire Naturelle des Végétaux. Phanérogames 10: 181. 1841.
Os seus nomes comuns são malmequer, pampilho-vulgar, pimpilho ou pampilho-coroado.

## Taxonomia
A G. coronaria era tradicionalmente classificada no género Chrysanthemum, do qual era a espécie-tipo (com a designação C. coronarium); investigações científicas determinaram que as espécies agrupadas nesse género não tinham tão grande relação entre si, e as plantas de jardim designadas por "crisântemo" foram incluídas no género Dendranthema. No entanto, tal levou a reclamações dos produtores hortícolas, devido aos equívocos que poderia gerar a planta usualmente designada por "crisântemo" não ser um Chrysanthemum, pelo que em 1999 o Congresso Botânico Mundial decidiu que o género Chrysanthemum passaria a ser aplicada ao grupo das plantas mais aparentadas com a planta de jardim, sendo o C. coronarium passando a ser designado por Glebionis coronaria.

## Descrição

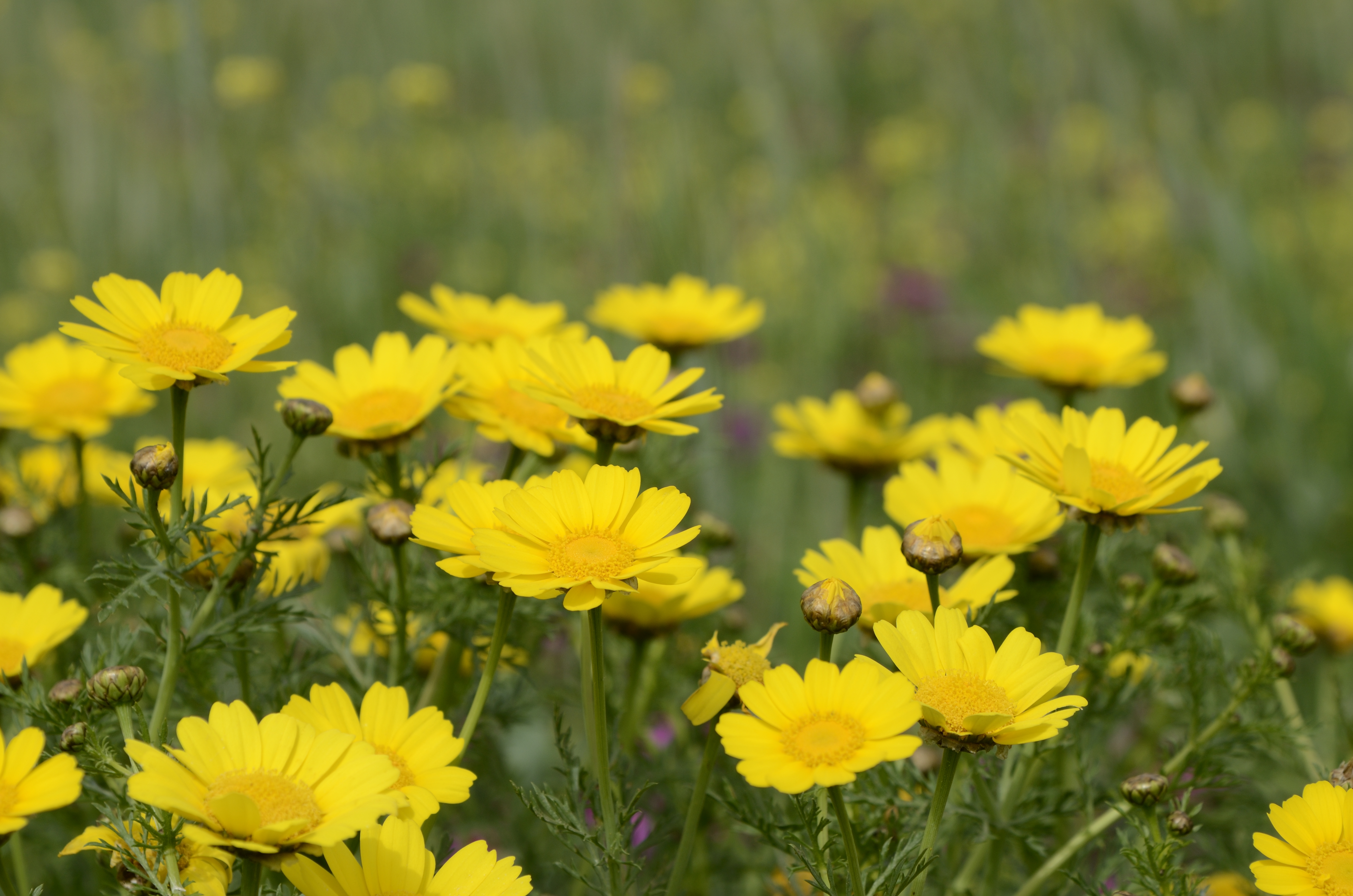
Variante com a flor integralmente amarela

A G. coronaria é uma planta anual, medindo entre 20 e 100 cm; floresce sobretudo entre abril e agosto - as flores são amarelas no centro, sendo as pétalas radiais, ou amarelas, ou brancas com um pouco de amarelo junto à base. A variante em que a flor é toda amarela era designada (na nomenclatura tradicional) de Chrysanthemum coronarium var. coronarium e a com pétalas brancas de Chrysanthemum coronarium var. discolor; as variantes aparecem frequentemente em conjunto, sem haver um padrão geográfico definido na ocorrência de uma ou outra.

## Distribuição
É uma planta originária do região mediterrânica, mas introduzida em grande parte da Europa, nas ilhas atlânticas e em também em regiões da Califórnia (EUA), México, Chile, África do Sul e Austrália.

### Portugal
Trata-se de uma espécie presente no território português, nomeadamente em Portugal Continental (sobretudo no sul), no Arquipélago dos Açores e no Arquipélago da Madeira.
Em termos de naturalidade é nativa de Portugal Continental e introduzida nos Arquipélago dos Açores e da Madeira.

## Habitat
É uma planta que se dá em terrenos agricolas ou incultos, bermas de caminhos ou em terrenos urbanos abandonados. 

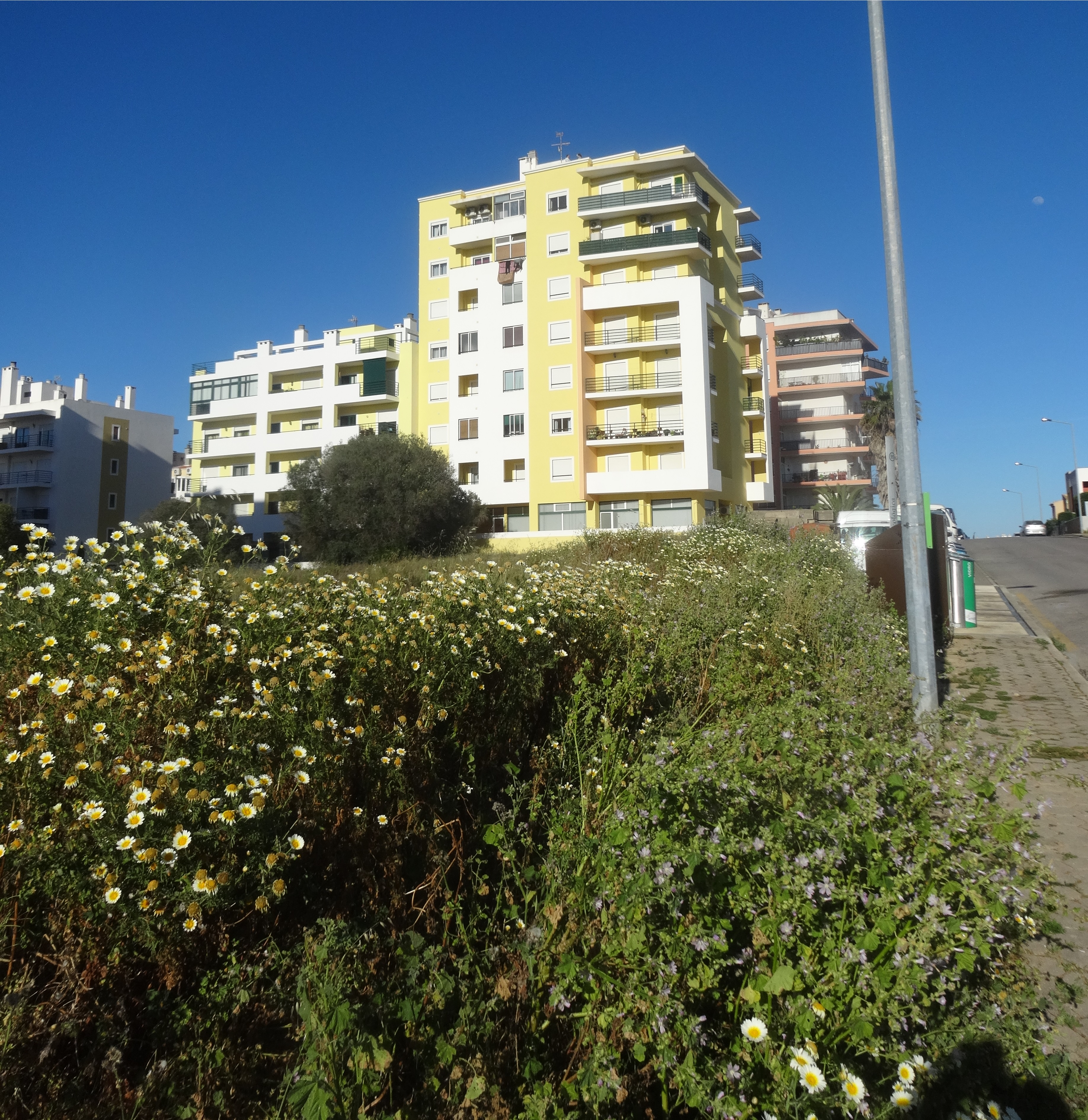
Glebionis coronaria crescendo num terreno urbano vazio

## Relação com outras espécies
As flores de G. coronaria fornecem alimento e são polinizadas por insetos como Odontomyia limbata, Megachile montivaga, Halictus ligatus ou Osmia.

## Jardinagem
A G. coronaria é só raramente cultivada, mas tem sido cruzada com plantas do género Argyranthemum para produzir variedades híbridas de "margaridas" de jardim.

## Usos
Na culinária, é usada em vários países asiáticos, como China, Japão ou Coreia, nomeadamente em sopas e estufados.
A planta é rica em vitaminas e minerais, como caroteno e potássio, e antioxidantes com benefícios a longo-prazo para a saúde humana; no entanto têm sido também observadas algumas propriedades tóxicas, e extratos da variante C. coronarium var. spatiosum afetam o desenvolvimento da Lacticaseibacillus casei, uma bactéria benéfica na flora intestinal.
A G. coronaria tem também algum uso farmacêutico, sendo por vezes usada para tratar a gonorreia e a sífilis (as flores e o caule, respetivamente), e como expetorante, estomáquico e purgante.

## Protecção
Não se encontra protegida por legislação portuguesa ou da Comunidade Europeia.